# Red Eléctrica de España
Red Eléctrica de España (REE) est une entreprise espagnole du secteur énergétique, cotée à l'Ibex 35. L'entreprise est le gestionnaire du réseau de transport d'électricité à haute tension en Espagne.

## Histoire
Red Eléctrica a été fondée en 1985 en application de la loi 49/1984 du 26 décembre 1984. Il s'agit de la première entreprise au monde qui se consacre exclusivement à la transmission et à l'exploitation du système électrique.
En décembre 2021, REE annonce la vente d'une participation de 49 % dans sa filiale spécialisée dans les infrastructures de télécommunication Reintel au fonds d'investissement KKR pour 971 millions d'euros.
Après la panne de courant de 2025 dans la péninsule Ibérique, la ministre de la Transition écologique, Sara Aagesen, présente un rapport en juin de la même année sur les causes de cette panne. Elle impute la responsabilité de cette panne à l'opérateur du réseau national et aux entreprises privées de production d'électricité. Elle affirme que Red Eléctrica avait mal calculé les besoins en capacité électrique pour la journée, expliquant que le système « ne disposait pas d'une capacité de tension dynamique suffisante ». Elle considère que l'opérateur Red Eléctrica est en partie responsable de la panne du réseau, précisant que celui-ci recevait des signalements d'instabilité depuis le matin du 28 avril. Selon elle, l'entreprise n'avait pas prévu une capacité d'équilibrage suffisante, alors que c'était son obligation,.
Le rapport sur la panne soulève également des questions quant au rôle de Beatriz Corredor, présidente de Red Eléctrica et ancienne ministre socialiste, qui avait auparavant insisté sur le fait que le régulateur du réseau n'était pas en faute.

## Activité
L'entreprise gère l'ensemble du réseau de transport électrique d'Espagne, y compris les systèmes électriques autonomes des îles (incluant notamment Ibiza, Majorque les Îles Canaries). Cela représente plus de 44 000 km de lignes haute tension et une capacité de transformation de 92 000 MVA.